# Lepidotes
Lepidotes ist eine Gattung ausgestorbener Knochenfische die im Toarcium (Unterjura) in Europa vorkam. Die Gattung wurde 1843 durch den schweizerisch-amerikanischen Naturforscher Louis Agassiz anhand zweier Fischarten aus dem Posidonienschiefer von Ohmden in der Nähe von Stuttgart aufgestellt und entwickelte sich in der Folgezeit zu einer Sammelgattung (engl. ‘‘wastebasket’’ genera) aller möglichen mesozoischen Strahlenflosser, die oft schlecht präpariert, untersucht und diagnostiziert waren und oft als Nomen dubium eingestuft werden müssen. Im Januar 2012 wurde die Gattung durch die Paläontologin Adriana López-Arbarello neu diagnostiziert, auf vier Arten aus dem Toarcium beschränkt und neu den Lepisosteiformes zugeordnet (vorher Semionotiformes).

## Merkmale
Lepidotes-Arten waren relativ große Fische (> 0,5 m) mit gedrungenem Körper und länglichem Kopf. Ihre Augen waren klein, die Zähne spitz mit abgerundeten Enden. Die Maxillare (ein Oberkieferknochen) war zahnlos, sehr kurz und breit. Die Körperhöhe betrug etwa 35 % der Standardlänge, die Kopflänge ca. 30 % der Standardlänge. Bauchflossen, Rücken- und Afterflosse befanden sich an der hinteren Körperhälfte, der Bauchflossenansatz etwa nach 55 % der Standardlänge, der Rückenflossenansatz nach ca. 65 % und die Afterflosse nach 75 % der Standardlänge. Die Rückenflosse war kurz und spitz, die Bauchflossen klein, die Brustflossen etwas größer. Die Schwanzflosse war heterocerk und leicht gegabelt. Die dicken, viereckigen und in diagonalen Reihen angeordneten Ganoidschuppen waren über ein Gelenk miteinander verbunden und konnten gegeneinander bewegt werden. Die viereckigen Infraorbitalia (Knochen um die Augen) an der hinteren Orbita waren länger als breit. Zahlreiche in Reihen angeordnete Suborbitalia (Knochen unterhalb der Augenhöhle) von unterschiedlicher Form und Größe bedeckten das Quadratum seitlich. Lepidotes hatte nur ein paariges Extrascapulare (ein Schädelknochen). Das Seitenliniensystem erstreckte sich bis in die Augenregion. Die mittlere Porenreihe lag in einer Nut zwischen dem Dermopteroticum (Hautknochen über dem Squamosum) und den Scheitelbeinen.

## Arten
- Lepidotes gigas Agassiz, 1832; spätes Toarcium von Holzmaden (Deutschland)
- Lepidotes elvensis (Blainville, 1818); Toarcium, Frankreich
- Lepidotes semiserratus Agassiz, 1836; Toarcium von Whitby (England),
- Lepidotes bülowianus Jaekel, 1929; Toarcium von Dobbertin, Mecklenburg-Vorpommern (Deutschland).